# Scottish Division One 1967-1968
La Scottish Division One 1967-1968  è stata la 71ª edizione della massima serie del campionato scozzese di calcio, disputato tra il 9 settembre 1967 e il 30 aprile 1968 e concluso con la vittoria dei Celtic, al loro ventiteesimo titolo, il terzo consecutivo.
Capocannoniere del torneo è stato Robert Lennox (Celtic) con 32 reti.

## Classifica finale
Fonte:
|       | Pos. | Squadra         | Pt | G  | V  | N  | P  | GF  | GS  | QR    |
| ----- | ---- | --------------- | -- | -- | -- | -- | -- | --- | --- | ----- |
|       | 1.   | Celtic          | 63 | 34 | 30 | 3  | 1  | 106 | 24  | 4,417 |
|       | 2.   | Rangers         | 61 | 34 | 28 | 5  | 1  | 93  | 34  | 2,735 |
|       | 3.   | Hibernian       | 45 | 34 | 20 | 5  | 9  | 67  | 49  | 1,367 |
| [ 3 ] | 4.   | Dunfermline     | 39 | 34 | 17 | 5  | 12 | 64  | 41  | 1,561 |
|       | 5.   | Aberdeen        | 37 | 34 | 16 | 5  | 13 | 63  | 48  | 1,313 |
|       | 6.   | Morton          | 36 | 34 | 15 | 6  | 13 | 57  | 53  | 1,075 |
|       | 7.   | Kilmarnock      | 34 | 34 | 13 | 8  | 13 | 59  | 57  | 1,035 |
|       | 8.   | Clyde           | 34 | 34 | 15 | 4  | 15 | 55  | 55  | 1,000 |
|       | 9.   | Dundee          | 33 | 34 | 13 | 7  | 14 | 62  | 59  | 1,051 |
|       | 10.  | Partick Thistle | 31 | 34 | 12 | 7  | 15 | 51  | 67  | 0,761 |
|       | 11.  | Dundee Utd      | 31 | 34 | 10 | 11 | 13 | 53  | 72  | 0,736 |
|       | 12.  | Hearts          | 30 | 34 | 13 | 4  | 17 | 56  | 61  | 0,918 |
|       | 13.  | Airdrieonians   | 29 | 34 | 10 | 9  | 15 | 45  | 58  | 0,776 |
|       | 14.  | St. Johnstone   | 27 | 34 | 10 | 7  | 17 | 43  | 52  | 0,827 |
|       | 15.  | Falkirk         | 26 | 34 | 7  | 12 | 15 | 36  | 50  | 0,720 |
|       | 16.  | Raith Rovers    | 25 | 34 | 9  | 7  | 18 | 58  | 86  | 0,674 |
|       | 17.  | Motherwell      | 19 | 34 | 6  | 7  | 21 | 40  | 66  | 0,606 |
|       | 18.  | Stirling Albion | 12 | 34 | 4  | 4  | 26 | 29  | 105 | 0,276 |

Legenda:
      Campione di Scozia e qualificata in Coppa dei Campioni 1968-1969.
      Qualificata in Coppa delle Coppe 1968-1969.
      Invitata alla Coppa delle Fiere 1968-1969.
      Retrocesso in Scottish Division Two 1968-1969.
Regolamento:
Due punti a vittoria, uno a pareggio, zero a sconfitta.
A parità di punti, le posizioni in classifica venivano determinate sulla base del quoziente reti.